# Acalypha infesta
Acalypha infesta é uma espécie de flor do gênero Acalypha, pertencente à família Euphorbiaceae.